# José Villalba
José Villalba (Santo Tomé, 1920 - Porto Alegre, 1987) was een Argentijns voetballer, bekend onder zijn spelersnaam Vilalba. Hij is een van de grootste topschutters in de geschiedenis van Internacional en speelde zijn hele carrière voor Braziliaanse clubs.
Hij won vijf keer het Campeonato Gaúcho met Internacional. In 1941 scoorde hij in de finale om de titel tegen SC Rio Grande vier keer in de heenwedstrijd en drie keer in de terugwedstrijd. In 1944 trok hij naar Palmeiras en een jaar later naar Atlético Mineiro, waarmee hij het Campeonato Mineiro won. Hierna keerde hij terug naar Internacional. Hij beëindigde zijn carrière bij Rio Grande.